# Lista de unidades federativas do Brasil por porcentagem de crianças e adolescentes fora da escola
| até 2% 2-2,9% 3-3,9% | 4-4,9% 5-5,9% 6% ou mais |

Mapa das unidades federativas do Brasil por porcentagem de pessoas que não frequentavam escola na população de 7 a 14 anos de idade em 2010.

Esta é a lista de unidades federativas do Brasil por porcentagem de crianças e adolescentes fora da escola, índice que representa a porcentagem de pessoas que não frequentavam a escola na população de 7 a 14 anos de idade e de 15 a 17 anos de idade.
O Brasil é uma república federativa formada pela união de 26 estados federados e do Distrito Federal. Segundo dados do Instituto Brasileiro de Geografia e Estatística (IBGE), em 2010 3,1% da população de 7 a 14 anos de idade não frequentava a escola, enquanto que esse índice era de 16,7% entre a população de 15 a 17 anos. Na primeira faixa etária citada o menor índice é o do estado de Santa Catarina (1,9%), enquanto que o maior é o valor do Amazonas (8,5%). Já entre a população de 15 a 17 anos, o menor valor é o do Distrito Federal (11,6%), enquanto que o maior é o do Acre (22,2%).
Algumas das principais razões da evasão escolar no Brasil atual são a pobreza, a dificuldade de acesso à escola, a necessidade de trabalho e, principalmente, o desinteresse pelos estudos. Segundo o Programa das Nações Unidas para o Desenvolvimento (PNUD), o país tem a terceira maior taxa de abandono escolar (24,3%) entre os 100 países com maior IDH (Índice de Desenvolvimento Humano), só atrás da Bósnia e Herzegovina (26,8%) e das ilhas de São Cristovão e Névis, no Caribe (26,5%). Na América Latina, só é superado pela Guatemala (35,2%) e pela Nicarágua (51,6%), não tendo sido divulgado o índice do Haiti.

## População de 7 a 14 anos de idade

### Classificação por unidade da federação (2010)

Mapa das unidades federativas do Brasil por porcentagem de pessoas que não frequentavam escola na população de 15 a 17 anos de idade em 2010.

| Posição | Unidade federativa  | Fora da escola (%) |
| ------- | ------------------- | ------------------ |
| 1       | Santa Catarina      | 1,9                |
| 2       | Rio Grande do Sul   | 2,1                |
| 3       | Piauí               | 2,3                |
| 4       | Distrito Federal    | 2,4                |
| 5       | Minas Gerais        | 2,4                |
| 6       | Paraná              | 2,4                |
| 7       | Tocantins           | 2,5                |
| 8       | Sergipe             | 2,7                |
| 9       | Goiás               | 2,7                |
| 10      | Rio Grande do Norte | 2,7                |
| 11      | Espírito Santo      | 2,8                |
| 12      | Paraíba             | 2,8                |
| 13      | Mato Grosso do Sul  | 2,8                |
| 14      | São Paulo           | 2,9                |
| 15      | Rio de Janeiro      | 3,0                |
| 16      | Bahia               | 3,0                |
| 17      | Ceará               | 3,2                |
| 18      | Rondônia            | 3,2                |
| 19      | Mato Grosso         | 3,3                |
| 20      | Pernambuco          | 3,5                |
| 21      | Maranhão            | 3,7                |
| 22      | Amapá               | 4,0                |
| 23      | Alagoas             | 4,1                |
| 24      | Pará                | 5,9                |
| 25      | Acre                | 7,5                |
| 26      | Roraima             | 7,7                |
| 27      | Amazonas            | 8,5                |

### Classificação por região (2010)
| Posição | Região geográfica | Fora da escola (%) |
| ------- | ----------------- | ------------------ |
| 1       | Sul               | 2,2                |
| 2       | Sudeste           | 2,8                |
| 3       | Centro-Oeste      | 2,8                |
| 4       | Nordeste          | 3,2                |
| 5       | Norte             | 5,5                |

## População de 15 a 17 anos de idade

### Classificação por unidade da federação (2010)
| até 12% 12-13,9% 14-15,9% | 16-17,9% 18-19,9% 20% ou mais |

| Posição | Unidade federativa  | Fora da escola (%) |
| ------- | ------------------- | ------------------ |
| 1       | Distrito Federal    | 11,6               |
| 2       | Rio de Janeiro      | 13,1               |
| 3       | Piauí               | 14,5               |
| 4       | São Paulo           | 14,7               |
| 5       | Sergipe             | 14,8               |
| 6       | Tocantins           | 15,3               |
| 7       | Bahia               | 16,3               |
| 8       | Goiás               | 16,5               |
| 9       | Minas Gerais        | 16,5               |
| 10      | Amapá               | 16,7               |
| 11      | Maranhão            | 16,9               |
| 12      | Rio Grande do Sul   | 17,3               |
| 13      | Rio Grande do Norte | 17,3               |
| 14      | Roraima             | 17,8               |
| 15      | Paraíba             | 18,0               |
| 16      | Pernambuco          | 18,0               |
| 17      | Ceará               | 18,4               |
| 18      | Pará                | 18,5               |
| 19      | Mato Grosso         | 18,7               |
| 20      | Espírito Santo      | 19,0               |
| 21      | Alagoas             | 19,2               |
| 22      | Paraná              | 19,3               |
| 23      | Amazonas            | 19,6               |
| 24      | Rondônia            | 19,8               |
| 25      | Santa Catarina      | 19,8               |
| 26      | Mato Grosso do Sul  | 20,6               |
| 27      | Acre                | 22,2               |

### Classificação por região (2010)
| Posição | Região geográfica | Fora da escola (%) |
| ------- | ----------------- | ------------------ |
| 1       | Sudeste           | 15,0               |
| 2       | Centro-Oeste      | 16,9               |
| 3       | Nordeste          | 17,2               |
| 4       | Sul               | 18,6               |
| 5       | Norte             | 18,7               |